# Napoleonville
Napoleonville é uma vila localizada no estado americano de Luisiana, na Paróquia de Assumption.

## Demografia
Segundo o censo americano de 2000, a sua população era de 686 habitantes.
Em 2006, foi estimada uma população de 686, um aumento de 0 (0.0%).

## Geografia
De acordo com o United States Census Bureau tem uma área de
0,5 km², dos quais 0,5 km² cobertos por terra e 0,0 km² cobertos por água. Napoleonville localiza-se a aproximadamente 3 m acima do nível do mar.

## Localidades na vizinhança
O diagrama seguinte representa as localidades num raio de 20 km ao redor de Napoleonville.